# Костриця крейдяна
Костриця крейдяна (Festuca cretacea) — вид трав'янистих рослин з родини злакові (Poaceae), поширений в Україні й Росії.

## Опис
Багаторічна рослина 50–100 см заввишки, нещільно дерновинна. Листки товсто-щетиноподібні або жолобчасті, (1.5)2—3 мм завширшки (у розгорнутому вигляді); язичок 0.2—0.3 мм завдовжки, на краю волосистий. Суцвіття 6—15 см завдовжки. Нижня квіткова луска 5—6 мм завдовжки.
Період цвітіння: червень — серпень. Період плодоношення: липень — вересень. Розмножується насінням і вегетативно.

## Поширення
Поширений в Україні й у європейській частині Росії.
В Україні вид зростає на крейді — у басейні Сіверського Дінця (Харківська, Луганська, Донецька області).